# Stovepipe Wells
Stovepipe Wells est une localité du comté d'Inyo, en Californie, dans le sud-ouest des États-Unis. Elle est située dans la vallée de la Mort, au sein du parc national de la vallée de la Mort, où elle est traversée par la California State Route 190.